# 최태욱
최태욱(崔兌旭, 1981년 3월 13일~)은 대한민국의 은퇴한 축구 선수로 포지션은 윙어였다.

## 개요
인천 출생으로 만수북초등학교, 만수중학교, 부평고등학교를 졸업하였다. 지칠 줄 모르는 측면 돌파로 인하여 '총알안탄 사나이'라는 별명이 붙었다.

## 클럽 경력
2000년 K리그의 안양 LG 치타스(현 FC 서울)에 입단하여, 무난한 활약을 보이며 2000년 K리그 우승과 2001년 K리그 준우승, 2002년 아시안 클럽 챔피언십 준우승에 공헌하였다. 2004년 당시 신생팀인 인천 유나이티드에 창단 멤버로 이적하였고, 인천광역시 출생인데다 올림픽 대표에 선발될 정도의 실력으로 인하여 팀에서 프랜차이즈 스타로 키우려고 하였다. 하지만 2005년 J리그의 시미즈 에스펄스에서 1억 5천만 엔 (약 15억원)이라는 거금을 제의하자 결국 시미즈 에스펄스로 이적하였고, 그 해 천황배 준우승에 공헌하였다. 2006년 K리그의 포항 스틸러스로 이적하여, 2007년 K리그 우승, 2007년 FA컵 준우승에 공헌하였다. 2008년 전북 현대 모터스로 이적하여, 키플레이어로 좋은 활약을 보여주고 있다. 2009년 K리그 시즌에는 에닝요, 루이스, 이동국과 함께 '판타스틱4'라는 칭호를 얻으며 전북 현대 모터스의 첫 우승에 기여 했다.
2010 시즌 중 FC서울로 이적하여 2010년 K리그, 2012년 K리그 우승에 기여하였다.
2014 시즌을 앞두고 김동석과 트레이드를 통해 울산 현대로 이적하였으나, 오른쪽 무릎 부상으로 인해 2014년 5월 15일에 현역 은퇴를 선언하였다.

## 지도자 경력
은퇴 후 울산 현대의 유소년 스카우트로 새 출발을 하였다.
2015 시즌을 앞두고 서울 이랜드 FC의 유소년 코치로 선임됐으며, 서울 이랜드 U-15 감독을 맡았다가 2018 시즌부터 서울 이랜드 코치로 부임하였다.
2018년 FIFA 월드컵 이후 파울루 벤투가 대한민국 축구 국가대표팀 감독으로 부임하자, 코치로 합류하여 2022년 FIFA 월드컵을 치렀다.
2020년 12월부터 김은중, 김상식 등과 함께 AFC 공인 P급 강습회에 참가했고, 2022년 FIFA 월드컵을 마감한 후 P급 자격을 취득했다고 언급했다.

## 국가대표팀 경력
2000년 4월 7일, 2000년 AFC 아시안컵 예선에서 몽골과의 경기로 A매치 데뷔전을 치렀다.
2001년 11월 10일 크로아티아와의 경기에서 서울월드컵경기장 1호골을 뽑아냈다.
2002년 FIFA 월드컵에 최종 엔트리에 포함되었지만, 실제로 뛴 경기는 튀르키예와의 3위 결정전 후반전에서의 교체투입으로 약 15분간 활약하였고, 특유의 빠른발로 튀르키예 수비진을 공략했다.
2002년 8월 남북통일축구경기에서 뛰기도 하였고, 한동안 국가대표와 연을 잇지 못하다가, 2005년 동아시아 축구대회에서 활약하였으며, 2006년 FIFA 월드컵 최종엔트리에는 들지 못했다.
이후 다시 뽑히지 못하다가 2008년 9월 약 3년여 만에 대표팀에 복귀하였다.

## 플레이 스타일
빠른 발로 상대 사이드를 파고들어 날카로운 크로스를 날리는 빠른 공수 플레이를 보여준다.

## 논란
2012년 자신의 SNS에 승부조작을 한 최성국에 대해 "최성국 파이팅이다. 한번이라도 죄를 짓지 않았거나 거짓말 하지 않았다면 성국이를 비판해도 좋다! 그렇지 않은 사람이라며 한 아내의 남편이자 세 아이의 아빠인 성국이를 비판하지 말자. 누구나 실수 할 수 있다. 나도 그 상황이었다면 실수 하지 않았다고 장담 못한다"고 글을 남기며 논란이 일었고, 승부조작과 승부조작범인 최성국을 옹호하는게 아니냐며 많은 축구팬들로부터 비난을 받있다. 

## 그 외
2004년, 올림픽 축구 대표 선수 가운데 유일하게 2004년 하계 올림픽 성화 봉송주자에 선발되었다.
2014년 6월 3일, 울산 현대 시절 팀 동료였던 백지훈과 KBS2 예능 프로그램인 우리동네 예체능에 출연하였다.
2016년~2017년에는 SPOTV의 해설위원을 잠시 맡았고, 2022년 FIFA 월드컵을 마감한 후에는 2022년 동남아시아 축구 연맹 선수권 대회 결승전의 객원 해설을 맡았다.

## 경력 목록

### 클럽 경력
- 2000년 ~ 2003년 안양 LG 치타스
- 2004년 인천 유나이티드
- 2005년 시미즈 에스펄스
- 2006년 ~ 2007년  포항 스틸러스
- 2008년 ~ 2010년 전북 현대 모터스
- 2010년 7월 ~ 2013년 FC 서울
- 2014년 울산 현대

### 국가대표팀 경력
- 2002년 FIFA 월드컵 국가대표

### 해설위원
- 2016년 ~ 2017년: 프리미어리그 SPOTV 해설위원

## 수상 내역

### 개인
- 1994년 제6회 차범근 축구대상 수상
- 2001년 한국축구대상 베스트11 DF상 수상
- 2002년 체육훈장 맹호장
- 2002년 자황컵 체육대상 남자 최우수상 수상
- 2004년 제18회 올해의 프로축구 대상 프로스펙스 특별상 수상

### 클럽

#### 안양 LG 치타스 / FC 서울
- K리그 우승 3회 (2000년, 2010년, 2012년)
- K리그 준우승 1회 (2001년)
- 대한민국 슈퍼컵 우승 1회 (2001년)
- 아시아 클럽 챔피언십 준우승 1회 (2002년)

#### 시미즈 에스펄스
- 천황배 전일본 축구 선수권 대회 준우승 1회 (2005년)

#### 포항 스틸러스
- K리그 우승 1회 (2007년)
- FA컵 준우승 1회 (2007년)

#### 전북 현대 모터스
- K리그 우승 1회 (2009년)

### 국가 대표팀
- 2002년 FIFA 월드컵 4위
- 2002년 아시안 게임 축구 동메달